# Holzem (Wachtberg)
Holzem ist eine Ortschaft in der Gemeinde Wachtberg im Rhein-Sieg-Kreis in Nordrhein-Westfalen, südlich von Bonn.

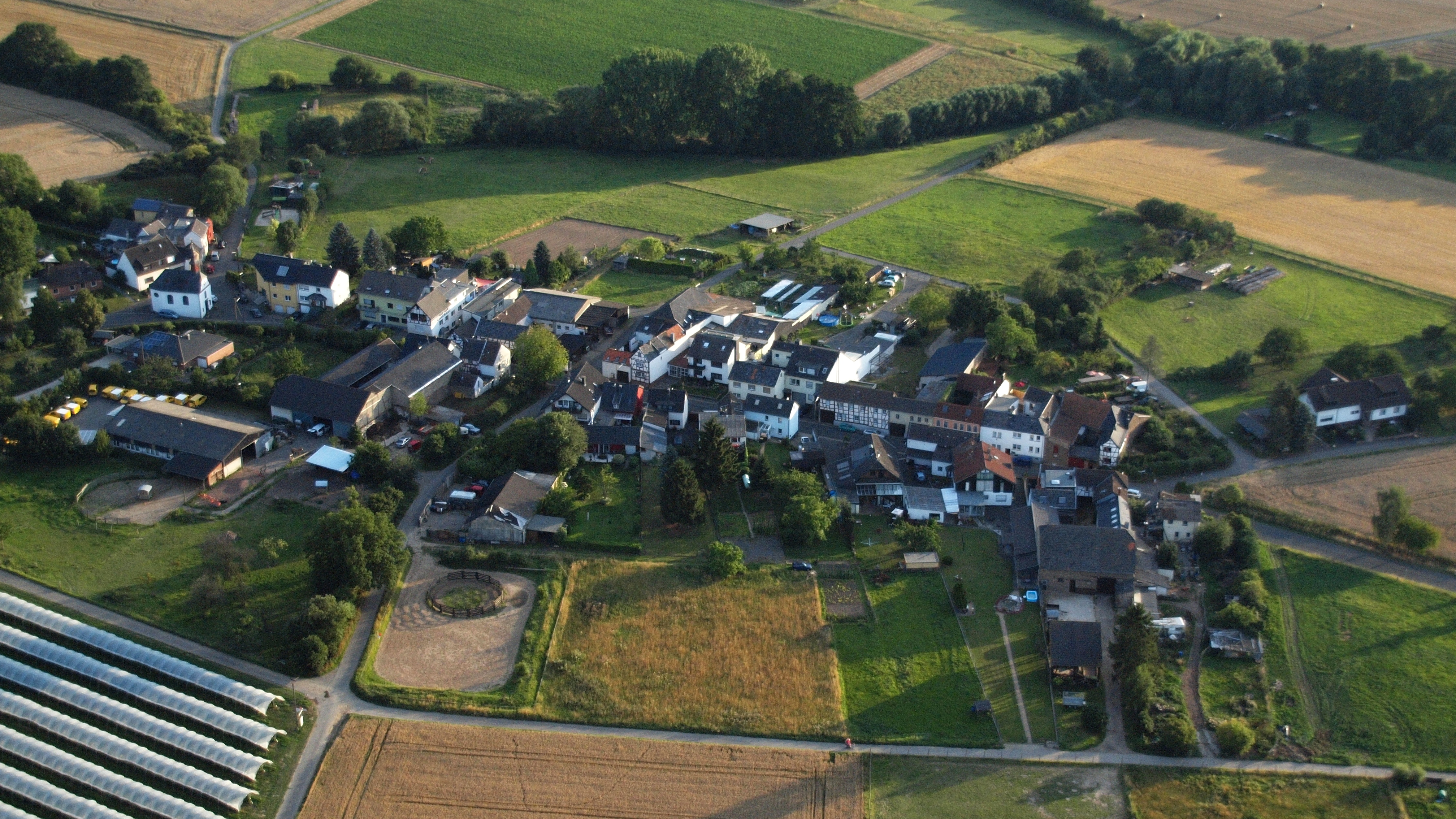
Holzem (Wachtberg), Luftaufnahme (2015)

## Geographie
Die rund 248 ha große Gemarkung Holzem liegt westlich des 258 m hohen Wachtbergs, nach dem die Gemeinde Wachtberg im Jahr 1969  benannt wurde. In der Gemarkung entspringt der Ölbach, der nördlich der Burg Gudenau in Villip in den Godesberger Bach mündet.

## Geschichte
Der Name Holzem geht auf die Ritter von Holtzheim zurück, die Burgmänner von Are waren und deren Stammsitz in der Nähe von Neuss lag. Sie errichteten „irgendwann im 11. oder 12. Jahrhundert“:171
in dem bewaldeten Gebiet südlich von Villip eine Hofanlage. Diese und ein später errichteter weiterer Hof waren bis ca. 1400 im Besitz der Ritter von Holtzheim.

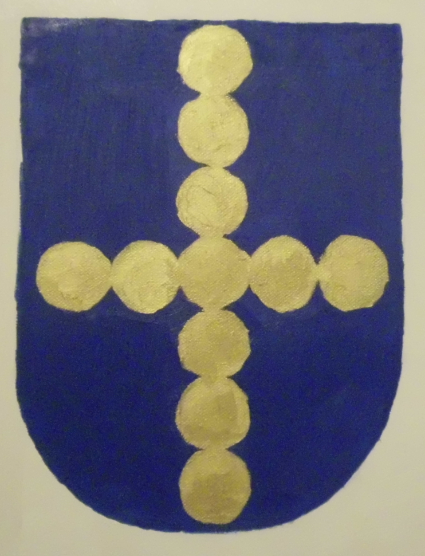
Wappen der Ritter von Holtzheim, Darstellung in Acryl auf Leinwand des Künstlers Alexander M. Freiherr von Randerath

Um diese Zeit gingen die Holtzheimer Höfe auf Eva von Holtzheim über, sie war die Gemahlin des Johann von Kettge, dem Inhaber der Burg  Ringsheim. Die Familie von Kettge blieb bis 1499 im Besitz der Holtzheimer Höfe, dann entschloss sich Dietrich von Kettge zum Verkauf an Wilhelm von Stein genannt Tricht.
1566 gelangte Otto Waldbott von Bassenheim zu Gudenau in das Eigentum der Höfe. Dieser war vermählt mit Johanna Scheiffart von Merode zu Bornheim, einer Nachfahrin der Ritter von Holtzheim. Ihr Urgroßvater Johann von Hompesch, der mit seiner Gemahlin Katharina von Geisbusch das Triptychon zu St. Georg (Frauenberg) anlässlich ihrer Hochzeit 1477 stifteten,  war der Urenkel der Eva von Holtzheim und des Johann von Kettge zu Ringsheim.
Holzem gehörte zusammen mit Pech und Villip (mit Villiprott) zur Reichsherrschaft Villip, die von den Waldbotts von Bassenheim und später den von der Vorst–Lombecks von der Burg Gudenau aus regiert wurde.
1798 bildeten die Franzosen aus den von da an selbstständigen drei Ortschaften Holzem, Pech und Villip sowie den sieben Ortschaften des Drachenfelser Ländchens die Mairie Villip im Land-Kanton Bonn. Holzem wurde 1816 nach Übernahme durch die Preußen Teil der Bürgermeisterei Villip, die 1930 in Amt Villip umbenannt wurde. Seit dem 1. August 1969 ist Holzem eine Ortschaft der neu gegründeten Gemeinde Wachtberg. Grundlage dafür bildet das Gesetz zur kommunalen Neugliederung des Raumes Bonn (Bonn-Gesetz).

## Persönlichkeiten
Der Tenor Anton Raaff (* 6. Mai 1714 in Gelsdorf, † 28. Mai 1797 in München) ist in Holzem aufgewachsen und war zeitlebens mit Holzem verbunden. Eine Gedenktafel erinnert an den international berühmten Tenor, zu dessen Freunden auch Wolfgang Amadeus Mozart zählte.

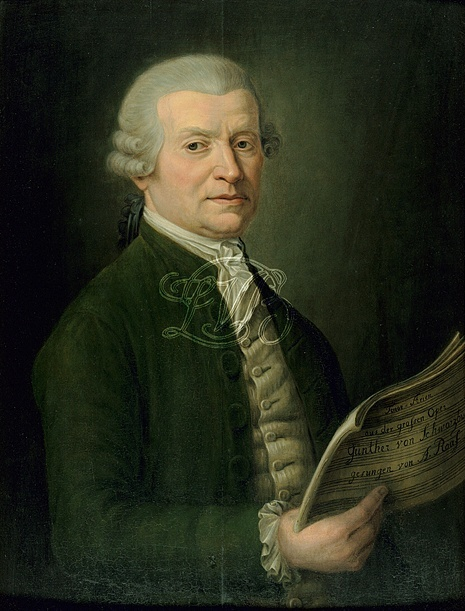
Anton Raaff, Gemälde von Clemens August Josef Philippart (1751–1825)
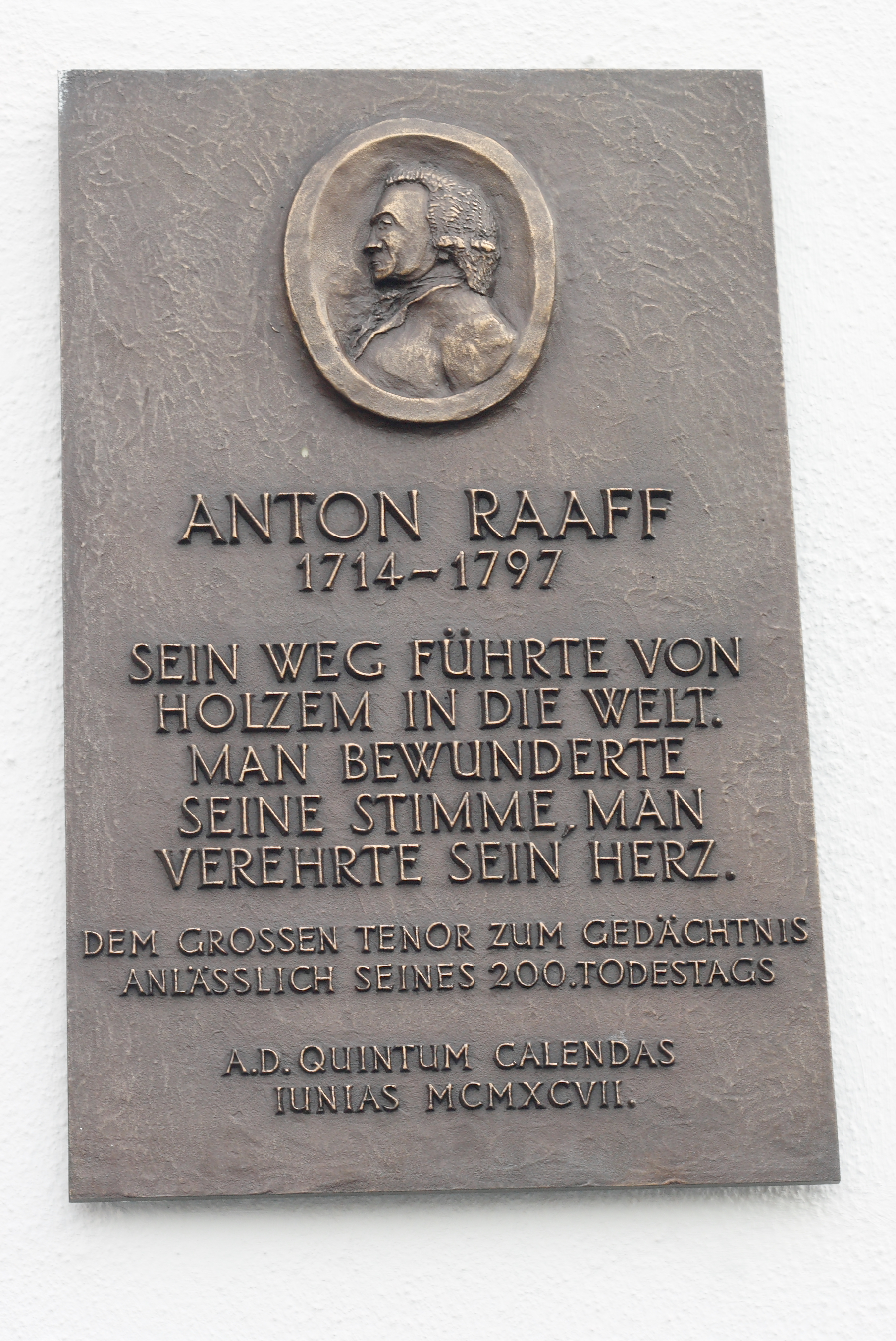
Gedenktafel für Anton Raaff

## Sehenswürdigkeiten
Im Süden des Siedlungsgebiets befindet sich die auf den Heiligen Johannes von Nepomuk geweihte Kapelle. Sie wird nach ihrem Stifter auch als Anton–Raaff–Kapelle bezeichnet. Die einschiffige Kapelle wurde 1744 errichtet. Sie  war bis zum 31. Dezember 2009 katholische Kapelle in der Pfarrei St. Simon und Judas Thaddäus, Villip. Seit 2010 gehört sie zu der Pfarrei St. Marien Wachtberg.

## Ortsvertretung
Villip (einschl. Villiprott) und Holzem bilden eine gemeinsame Ortsvertretung.